# 古里普特沃 (亞利桑那州)
古里普特沃（英語：Gurli Put Vo）是位於美國亞利桑那州皮馬縣的一個非建制地區。該地的面積和人口皆未知。

## 地理
古里普特沃的座標為32°12′14″N 112°01′10″W / 32.20389°N 112.01944°W，而該地的平均海拔高度為615米（即2018英尺）。